# United States Marine Corps Forces Pacific

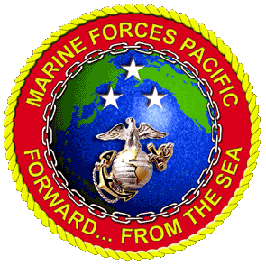
Emblem

Die United States Marine Corps Forces Pacific (MarForPac) sind ein Korps des United States Marine Corps, welches dem United States Pacific Command unterstellt ist. Etwa 84.000 Marineinfanteristen gehören dem Großverband an.
Das Kommando ist in Camp H. M. Smith auf Oʻahu, Hawaiʻi stationiert. Die US Marine Corps Forces Pacific bestehen aus den Marine Air-Ground Task Forces (MAGTF)
- I. Marine Expeditionary Force (I MEF)
- III. Marine Expeditionary Force (III MEF).

Die MarForPac sind das größte Kommando des US Marine Corps und unterstehen teilstreitkräfteintern (subordinate command) der Fleet Marine Force, Pacific (FMFPac) – ein Gesamtkommando der U.S. Navy und des U.S. Marine Corps. Das
Motto lautet Forward … from the sea (deutsch: Vorwärts … von seewärts).
Marine Forces Pacific wurde als räumliches Aufgabengebiet der Pazifische und Indischen Ozean, das Chinesische Meer und kleinere Anrainergewässer (Pacific Theatre) zugewiesen. Funktionell ist das Kommando für amphibische Landungen (amphibious actions) und andere typische Einsatzarten zuständig. Räumlich arbeitet MarForPac mit Komponenten anderer Teilstreitkräfte zusammen, hauptsächlich sind dies Teile des Komponentenkommandos U.S. Army Pacific (ohne Korea), der U.S. Pacific Fleet, der Pacific Air Forces und verschiedener Special Operations Commands.
Die Marine Forces Pacific beteiligten sich auch an Kampfhandlungen im Nahen und Mittleren Osten, so beispielsweise bei der Operation Iraqi Freedom und Operation Enduring Freedom. Einige Marine Expeditionary Units sind schwimmende Einheiten ohne fest zugewiesene Schiffe.

## Liste der Kommandeure des United States Marine Corps Forces Pacific
| Nr. | Name                                   | Bild                   | Beginn der Berufung                                                | Ende der Berufung |
| --- | -------------------------------------- | ---------------------- | ------------------------------------------------------------------ | ----------------- |
| 1   | Generalleutnant Hank Stackpole         | Hank Stackpole         | 31. Juli 1992                                                      | 22. Juli 1994     |
| 2   | Generalleutnant Charles C. Krulak      | Charles Krulak         | 22. Juli 1994                                                      | 15. Juni 1995     |
| 3   | Generalleutnant Jefferson D. Howell    |                        | 15. Juni 1995 zunächst kommissarisch ab 29. September 1995 regulär | 7. Mai 1998       |
| 4   | Generalleutnant Carlton W. Fulford Jr. | Carlton W. Fulford Jr. | 7. Mai 1998                                                        | 22. Juni 1999     |
| 5   | Generalleutnant Frank Libutti          | Frank Libutti          | 22. Juni 1999                                                      | 16. August 2001   |
| 6   | Generalleutnant Earl B. Hailston       | Earl B. Hailston       | 16. August 2001                                                    | 1. August 2003    |
| 7   | Generalleutnant Wallace C. Gregson     | Wallace C. Gregson     | 1. August 2003                                                     | 5. August 2005    |
| 8   | Generalleutnant John F. Goodman        | John F. Goodman        | 5. August 2005                                                     | 22. August 2008   |
| 9   | Generalleutnant Keith J. Stalder       | Keith J. Stalder       | 23. August 2008                                                    | 2. September 2010 |
| 10  | Generalleutnant Duane D. Thiessen      | Duane D. Thiessen      | 2. September 2010                                                  | 2. August 2012    |
| 11  | Generalleutnant Terry G. Robling       | Terry G. Robling       | 2. August 2012                                                     | 15. August 2014   |
| 12  | Generalleutnant John A. Toolan         | John A. Toolan         | 15. August 2014                                                    | 26. August 2016   |
| 13  | Generalleutnant David H. Berger        | David H. Berger        | 26. August 2016                                                    | 8. August 2018    |
| 14  | Generalleutnant Lewis A. Craparotta    | Lewis A. Craparotta    | 8. August 2018                                                     | 16. Juli 2020     |
| 15  | Generalleutnant Steven R. Rudder       | Steven R. Rudder       | 16. Juli 2020                                                      | 7. September 2022 |
| 16  | Generalleutnant William Jurney         | William Jurney         | 7. September 2022                                                  | amtierend         |